# Cantone di Annonay-2
Il Cantone di Annonay-2 è un cantone francese dell'arrondissement di Tournon-sur-Rhône.
È stato costituito a seguito della riforma approvata con decreto del 13 febbraio 2014, che ha avuto attuazione dopo le elezioni dipartimentali del 2015, ridefinendo il soppresso cantone di Annonay-Sud e aggregandovi il comune di Thorrenc.

## Composizione
Comprende parte della città di Annonay e i comuni di:
- Monestier
- Roiffieux
- Saint-Julien-Vocance
- Talencieux
- Thorrenc
- Vanosc
- Vernosc-lès-Annonay
- Villevocance
- Vocance